# 国家劳动关系委员会
国家劳动关系委员会是美國聯邦政府的一个独立机构，负责执行集体谈判和不当劳动行为有关的美国劳工法。根据1935年的《全国劳资关系法》，它监督工会代表的选举，并可以调查和纠正不当劳动行为，包括可能涉及违反与工会或其他一些受保护的劳工活动有关的情况。
NLRB由五名委员组成的委员会和一名总理事组成，由总统经参议院同意任命。委员会成员任期为五年，总理事任期为四年。总理事为检察官，而委员会作为裁决上诉的准司法机构。NLRB总部位于华盛顿特区，在美国各地设有30多个办事处。

## 委员会成员
每个席位都以第一位担任该职位的委员会委员命名。 
| 成员              | 入职日期      | 期限届满      | 党派   | 任命者        |
| ----------------- | ------------- | ------------- | ------ | ------------- |
| 马文·卡普兰 主席  | 2017年8月10日 | 2025年8月27日 | 共和党 | 唐纳德·特朗普 |
| 大卫·普劳蒂       | 2021年6月23日 | 2026年8月27日 | 民主党 | 乔·拜登       |
| 格温·A·威尔科克斯 | 2021年8月4日  | 2028年8月27日 | 民主党 | 乔·拜登       |

## 外部連結
- 官方网站 （英文）
- National Labor Relations Board （页面存档备份，存于） （英文）